# Museo Yves Saint Laurent Marrakech
El Museo Yves Saint Laurent Marrakech (en árabe: متحف إيف سان لوران بمراكش, en francés: Musée Yves Saint Laurent Marrakech, estilizado como mYSLm) es un museo consagrado al diseñador Yves Saint Laurent en Marrakech, Marruecos, así como a Jacques Majorelle y al arte marroquí. La apertura se realizó en octubre de 2017.

## Historia
Dos museos fueron creados para exponer las obras del diseñador Yves Saint Laurent y los fondos de la Fundación Pierre Bergé - Yves Saint Laurent, el uno en Marrakech y el otro en París, en la avenida Marceau, en la sede histórica de la casa de moda.Para Pierre Bergé, «era natural construir un museo en Marruecos dedicado a la obra de Yves Saint Laurent que, hasta los colores y las formas de sus prendas, debe tanto a este país».
El museo de Marrakech está financiado sobre todo por una venta de objetos de arte marroquí efectuado por Pierre Bergé en septiembre de 2015 en esta ciudad.
Fue inaugurado en octubre de 2017 y abrió el 19 de octubre de 2017. Recibió en enero de 2018 el premio al mejor edificio público nuevo en los Design Awards 2018 de la revista internacional de diseño británica Wallpaper.

## Ubicación
Este museo de Marrakech está ubicado en una calle que ya lleva el nombre del diseñador, la rue Yves Saint Laurent, próximo del jardín Majorelle, lugar donde Yves Saint Laurent vivió en Marruecos, transformado después de su muerte en un espacio de exposición, un museo de arte y cultura bereber, con un jardín, que atrae más de 700000 visitantes por año. La inauguración del museo dedicado a la obra del diseñador refuerza el atractivo de ambos lugares.

## Descripción
El museo tiene una superficie de 4000m2. Fue diseñado por los arquitectos de Studio KO, y construido por la filial marroquí de Bouygues.
Incluye una sala de exposición sobre la obra de Yves Saint Laurent, y otra dedicada a Jacques Majorelle, salas para exposiciones temporales (con la intención de exponer a artistas contemporáneos, incluidos artistas marroquíes), y un auditorio de 150 asientos, una tienda y librería, un café-restaurante con terraza,  y una biblioteca de investigación de 5000 documentos (libros árabe-andaluces, algunos de los cuales datan del siglo XII, libros de botánica, arte bereber, sobre Yves Saint Laurent, etc.).
Exteriormente, el edificio es de color tierra, se presenta como un ensamblaje de cubos y de curvas, cubierto de un encaje de ladrillos que evoca la trama de un tejido. Los materiales son terracota, hormigón y granito, con colores que permiten que el edificio se integre en el entorno. Los ladrillos de terracota están constituidos de arcilla marroquí y son fabricados localmente. El granito de la fachada y el suelo está hecho de un agregado de piedra y mármol local.
Para ello se tuvo en cuenta las indicaciones expresadas por Saint Laurent:

Quería ofrecer un recorrido de su talento, no una retrospectiva, sino un viaje al corazón de su obra. Es algo más que cincuenta prendas jamás presentadas al público, es el ambiente que los rodea con sus bocetos, sus fotografías y desfiles y un inmenso, luminoso y radiante retrato suyo que lo envuelve todo”. Así se cumple el deseo del couturier: Mi sueño es que mis vestidos y dibujos puedan ser estudiados durante siglos.